# Colletes hederae
Colletes hederae är ett bi som är medlem av familjen korttungebin och släktet sidenbin.

## Beskrivning
Ett tämligen stort sidenbi, honan är mellan 8,5 och 14,5 mm lång, hanen 8,5 till 12,5 mm. Huvudet och mellankroppen är brunpälsade, tergiterna (bakkroppssegmenten) har breda, blekorange bakkanter på den i övrigt blanksvarta bakkroppen.

## Ekologi
Arten förekommer på sandpartier, sluttningar, i Mellaneuropa gärna lössbranter, i närheten av murgröna, som länge ansågs utgöra dess enda pollenkälla. Senare forskning har emellertid visat att den kan även hämta pollen från rödtoppa, korgblommiga växter (bland annat maskrosor) och ljung. Nektar hämtas från bland andra flockblommiga växter och ljung.  Arten flyger sent; från slutet av augusti eller början av september till slutet av oktober eller början av november.
Larvbona grävs ofta ut i stora kolonier, som kan omfatta flera tusen bon, och förläggs i många olika habitat, som gräsbranter, klippiga kustområden, vägrenar och trädgårdar. Det förekommer att gamla larvbon återanvänds.

## Utbredning
Utbredningsområdet omfattar Syd- och Mellaneuropa från nordöstra Spanien och mellersta Italien till mellersta Rhendalen, Nederländerna och Storbritannien. Österut når den Slovenien och Kroatien.